# Christopher Okigbo

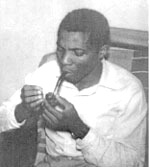
Christopher Okigbo

Christopher Ifekandu Okigbo (* 16. August 1932 in Ojoto, Ostnigeria; † 1967 nahe Nsukka) war ein nigerianischer Lyriker. Seine Gedichte greifen sowohl die griechische Mythologie und die Klassiker der europäischen Literatur als auch die Tradition der Igbo auf.

## Leben
Christopher Okigbo war eines von vier Kindern von James Okigbo und Anna Onugwalobi-Okigbo, einer katholischen Familie. Er studierte klassische Philologie an der Universität Ibadan und war danach Beamter, Lehrer, Bibliothekar und Manager der Cambridge University Press für Westafrika. In Ibadan kam er durch den Mbari Club in Kontakt mit den Autoren um Wole Soyinka und John Pepper Clark. Seine Gedichte griffen die politische Situation im unabhängigen Nigeria auf und sahen vieles voraus. Als der Biafra-Krieg ausbrach, musste er ein Verlagsprojekt mit Chinua Achebe aufgeben und trat in die Armee Biafras ein. Er wurde Major, fiel aber im September 1967 in der Nähe der Stadt Nsukka. Posthum wurde ihm der National Order of Merit der kurzlebigen Republik Biafra verliehen.
2007 wurden die gesammelten Werke Christopher Okigbos in die Liste Weltdokumentenerbe der UNESCO aufgenommen.

## Werke
- Heavensgate (1962, Gedichte)
- Limits (1964, Gedichte)
- Labyrinths with Path of Tunder (1971, Gedichte)